# 司馬蔚
司馬蔚（?—?），西晋宗室，司马芳曾孙，司马懿六弟司馬進之孙，司马睦的儿子。
司马睦为高阳王，司馬蔚封为高阳世子。元康元年（291年），司马睦为宗正。同年去世，司马蔚去世在司马睦之前，司马蔚之子司馬毅封高阳王。拜散骑侍郎，永嘉年间没于石勒。